# Herbert Cook
Herbert Cook – irlandzki rugbysta, reprezentant kraju, sędzia sportowy.
W Home Nations Championship 1884 rozegrał jedno spotkanie dla irlandzkiej reprezentacji, dwa lata później sędziował zaś jeden z meczów.